# 42 f.Kr.
42 f.Kr. var ett normalår som började en tisdag i den proleptiska julianska kalendern, men i verkligheten antingen ett normalår som började en måndag, tisdag eller onsdag, eller ett skottår som började en tisdag i den julianska kalendern (se skottårsfelet i den julianska kalendern för mer information).

## Händelser

### Efter plats

#### Romerska republiken
- 3 oktober – Triumvirerna Marcus Antonius och Octavianus utkämpar det oavgjorda första slaget vid Philippi mot Caesars mördare Marcus Junius Brutus och Gaius Cassius Longinus. Fastän Brutus besegrar Octavianus besegrar Antonius Cassius, som begår självmord.
- 23 oktober – Brutus armé besegras av Antonius och Octavianus i det avgörande andra slaget vid Philippi, varefter Brutus snart begår självmord.

## Födda
- 16 november – Tiberius, romersk kejsare 14–37 e.Kr.

## Avlidna
- 3 oktober – Gaius Cassius Longinus, en av Julius Caesars mördare (självmord)
- 23 oktober – Marcus Junius Brutus, skyddsling till och en av Caesars mördare (självmord)
- Gaius Antonius Hybrida,, farbror till Marcus Antonius
- Gaius Antonius den yngre, bror till Marcus Antonius
- Anula, regerande drottning i kungadömet Anuradhapura på Sri Lanka